# Filialkirche St. Peter unter Spittal

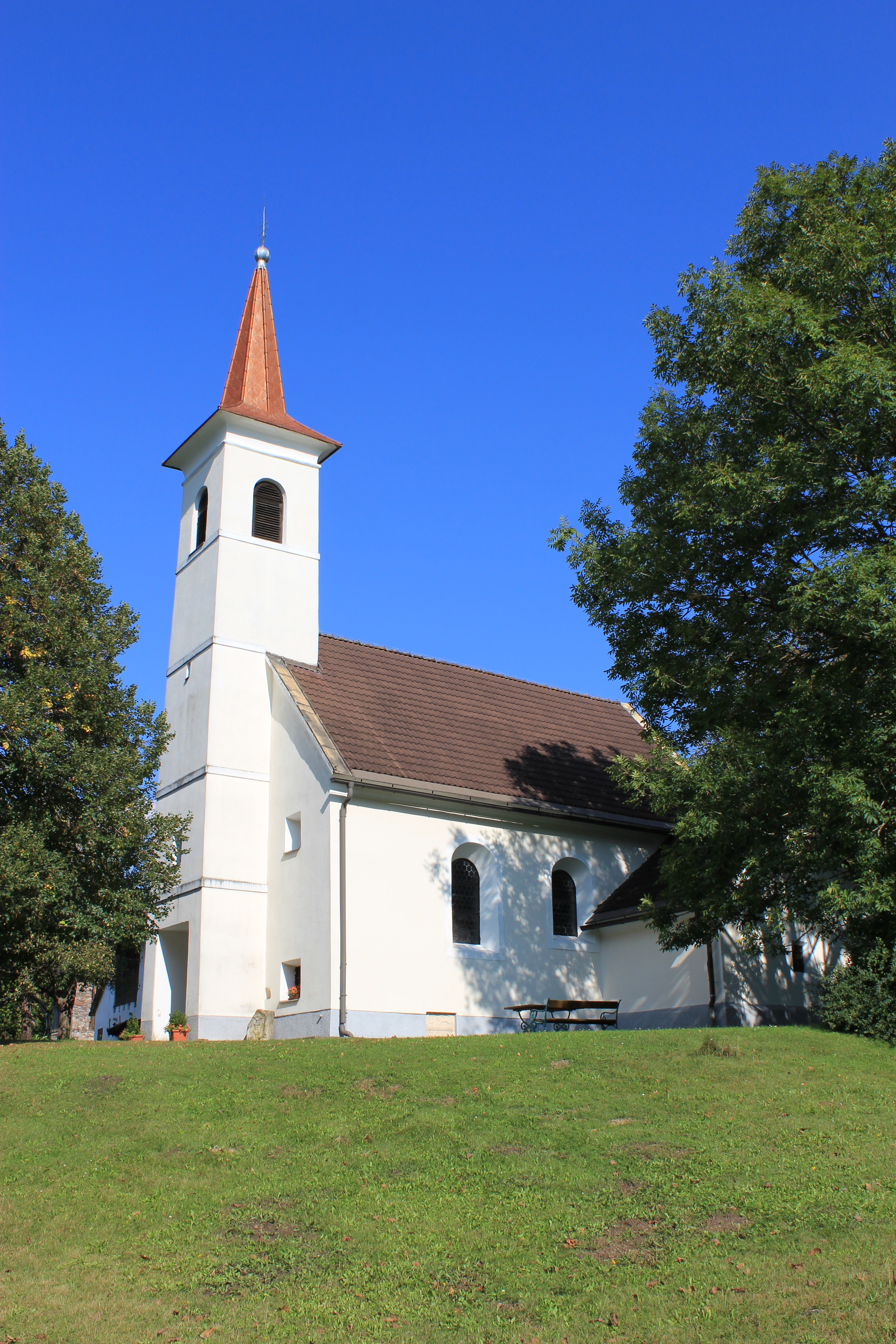
Filialkirche St. Peter unter Spittal

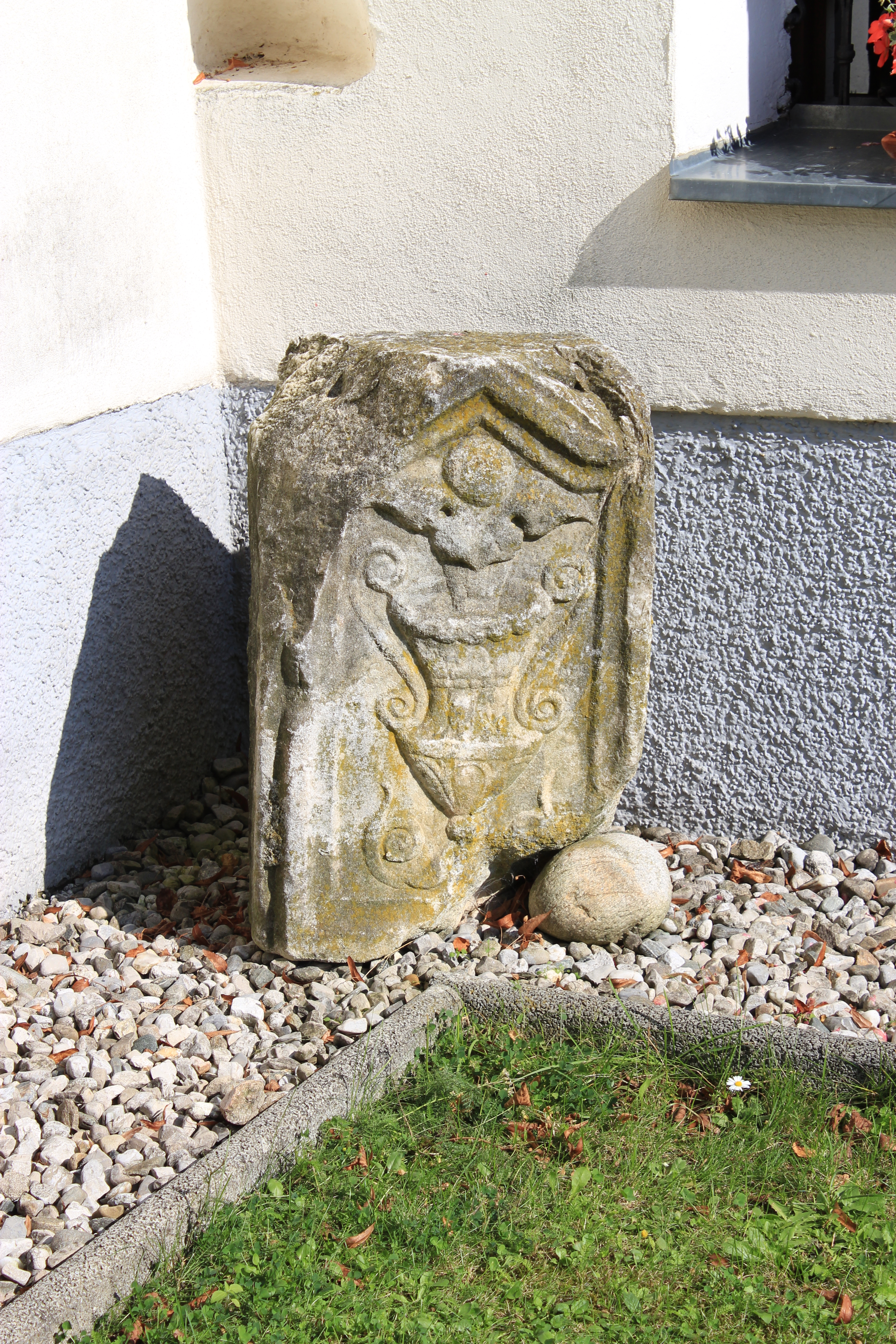
Römerstein

St. Peter unter Spittal ist eine Filialkirche der röm. kath. Pfarre Spittal in Spittal an der Drau.

## Geschichte
Eine Kirche in St. Peter wurde erstmals 1411 urkundlich genannt. Im Zuge der Josephinischen Reformen wurde die Kirche der Kuratie Amlach zugeteilt, die zum Pfarrsprengel Spittal gehörte.  1783 wird St. Peter als Filialkirche von Spittal bezeichnet.  

## Bauwerk
Die einfache Saalkirche mit einem niedrigen, gerade geschlossenen Chor und einem südlichen Sakristeianbau stammt wohl aus dem 18. Jahrhundert. Der westliche Fassadenturm wurde im späten 19. Jahrhundert errichtet. Das einschiffige Langhaus ist flach gedeckt, der Chor besitzt ein Muldengewölbe. 

## Einrichtung
Der Hochaltar entstand um 1700, der linke Seitenaltar mit dem Bild der Heiligen Joachim und Anna aus dem ersten Viertel des 18. Jahrhunderts. An der Nordwand hängt ein großes barockes Gemälde mit der Verkündigung. Das Muttergottesbild in gemaltem Rahmen wurde um 1600 gemalt. Die Konsolfiguren im Chor wurden nach 1800 gefertigt.
Der vor 1500 geschaffene Petrusaltar wird dem Gajacher bzw. Amlacher Meister zugeschrieben. Die Mitteltafel dieses Flügelaltars zeigt den thronenden Petrus. Bei geöffneten Flügeln sind die Apostel Paulus und Bartholomäus, bei geschlossenen Flügeln die Pestheiligen Rochus und Sebastian zu sehen. Der Altar wird heute im Pfarrhof Spittal aufbewahrt.

## Grabdenkmäler
In der Außenwand sind zwei Römersteine eingemauert: Ein Relief eines opfernden Mannes und ein Architrav mit Kantharos und Panther. Vor der Kirche ist ein Relief mit Kantharos und Lebensbaummotiv aufgestellt. Eine römerzeitliche Grabinschrift befindet sich in der Kirche. Um die Kirche wurden 150 karantanische Gräber aus dem 8./9. Jahrhundert freigelegt. Damit ist  St. Peter der bedeutendste frühmittelalterliche Bestattungsplatz Kärntens.